# 塔坪寺鐵塔
塔坪寺鐵塔位於重慶市北碚區靜觀鎮塔坪村塔坪寺，塔為六角七級樓閣式，高5.4米，底邊長4.6米，空心，無梯道可登。鐵塔外塗金色、六角形，七級，均分別鑄有神像，或坐或立，酷肖生者。底級鑄一「古剎命位」文（即塔坪寺四至界）。第二級鑄，「塔坪鑄鐵塔鑄造始末」和簡敘寺廟等建置沿革。每級微翹之四角，均懸有小鐵鐘。每當燈燭光照，塔身即金光返射，輝映滿殿。鐵塔後有三鼎架大鐵罄一個，鑄有塔坪等建置沿革及石、鐵塔建造時間文甚詳。1991年4月16日公佈為四川省第三批省級重點文物保護單位。2000年9月7日列為第一批重慶市文物保護單位。